# Wspólnota administracyjna Altenburger Land
Wspólnota administracyjna Altenburger Land (niem. Verwaltungsgemeinschaft Altenburger Land) – dawna wspólnota administracyjna w Niemczech, w kraju związkowym Turyngia, w powiecie Altenburger Land. Siedziba wspólnoty znajdowała się w miejscowości Mehna.
Wspólnota administracyjna zrzeszała osiem gmin wiejskich: 
1. Altkirchen
2. Dobitschen
3. Drogen
4. Göhren
5. Göllnitz
6. Lumpzig
7. Mehna
8. Starkenberg

1 stycznia 2019 wspólnota została rozwiązana. Gminy Altkirchen, Drogen oraz Lumpzig zostały przyłączone do miasta Schmölln i tym samym stały się automatycznie jego dzielnicami. Miasto Schmölln stało się zarazem "gminą realizującą" (niem. "erfüllende Gemeinde") dla gminy Dobitschen. Gminy Göhren, Göllnitz, Mehna oraz Starkenberg zostały przyłączone do wspólnoty administracyjnej Rositz.